# (7816) Ханой
(7816) Ханой (лат. Hanoi) — астероид, относящийся к группе астероидов пересекающих орбиту Марса. Он был открыт 18 декабря 1987 года японским астрономом М. Коисикава в обсерватории Сендай и назван в честь столицы Вьетнама города Ханой.

Орбита астероида Ханой и его положение в Солнечной системе